# Studentenwerk Hannover

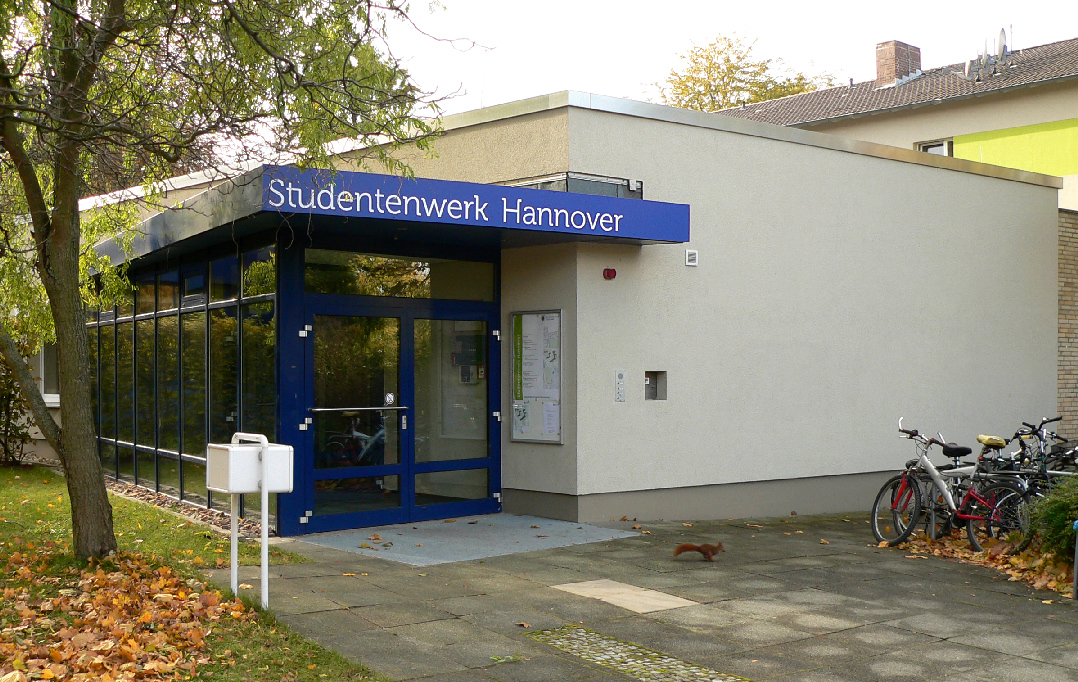
Sitz des Studentenwerkes Hannover

Das Studentenwerk Hannover ist ein Studentenwerk mit Sitz in Hannover, das 1921 gegründet wurde. Als hochschulübergreifender sozialer Dienstleister ist es zuständig für rund 40.000 Studierende an den Hochschulen der Stadt und Region Hannover und darüber hinaus. Aufgabe des Studentenwerks ist die wirtschaftliche, soziale, gesundheitliche und kulturelle Förderung der Studierenden.

## Struktur
Geschäftsführer ist Michael Knüppel. Die Organisation unterteilt sich in die sechs Abteilungen Hochschulgastronomie und Zentraleinkauf, Studentisches Wohnen, Ausbildungsförderung, Soziales und Internationales, Finanzen, Bau & Informationstechnologie sowie Recht und Personal. Das Studentenwerk Hannover beschäftigt etwa 320 Mitarbeiter. 
Das Studentenwerk finanziert sich zu 60 Prozent aus Einnahmen und Erlösen aus dem Verkauf in Mensen und Cafeterien, Mieten und ähnlichem, zu 20 Prozent aus Studierendenbeiträgen, zu 12 Prozent aus Zuschüssen des Landes Niedersachsen zum laufenden Betrieb (Landesfinanzhilfe) und zu acht Prozent aus der Aufwandserstattung des Landes für die Bafög-Verwaltung (Fallkostenpauschale).

## Leistungen und Service

### Wohnen

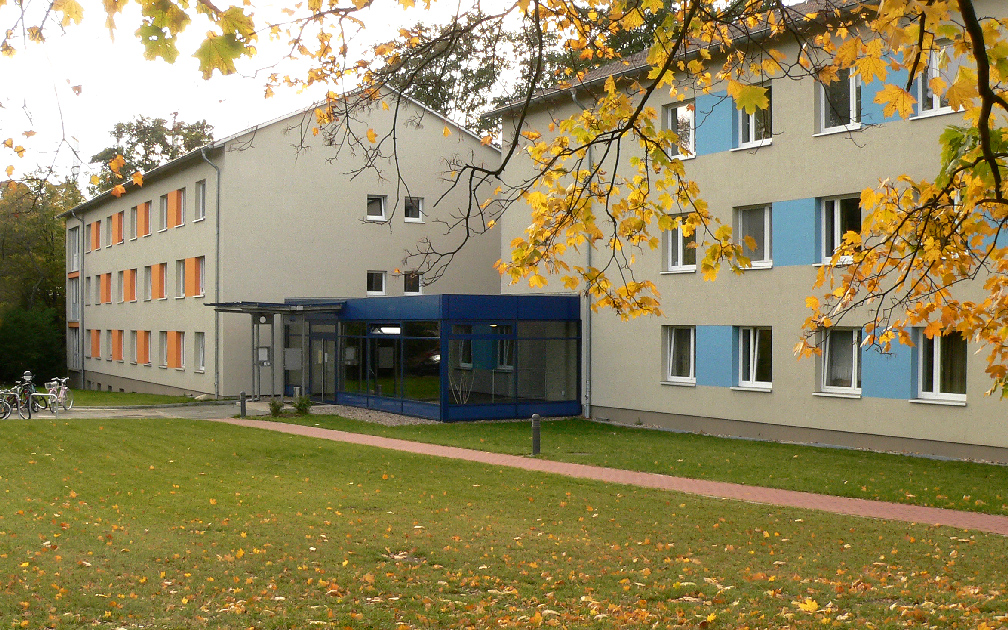
Wohnhäuser des Studentenwerkes Hannover

Das Studentenwerk betreibt über 2.400 Plätze in 15 studentischen Wohnhäusern und -anlagen. Fast alle Zimmer sind vollständig möbliert.

### Essen und Trinken
Das Studentenwerk Hannover betreibt an den verschiedenen Hochschulstandorten quer über die Stadt verteilt zahlreiche Mensen und Cafeterien. In den Mensen werden jeden Tag fast 6.800 Essen zubereitet.
Die Mensen und Cafeterien sind.
| - Hauptmensa - Mensa Contine am Conti-Campus - Mensa PZH - Mensa Caballus - Mensa TiHo-Tower - Mensa HMTMH - Mensa Ricklinger Stadtweg - Mensa/Cafeteria Blumhardtstraße - Mensa Große Pause, Expo Plaza | - Café Leibniz - Cafeteria Herrenhausen - Coffee-Shop Appelstraße - Sprengelstube - Moccabar - Café Seeblick - Cafeteria Bismarckstraße - Mensa Garbsen |

### Beratung und Soziales
Das Studentenwerk bietet eine Sozialberatung und soziale Unterstützung für Studierende in besonderen Lebenslagen, Hilfe für internationale Studierende, unterstützt die studentische Kulturarbeit, informiert Studierende zu wichtigen Fragen rund ums Studium und berät und vermittelt zur Studienfinanzierung. Außerdem ist es im Auftrag des Landes Niedersachsen für die Bearbeitung der Bafög-Anträge zuständig.

## Hochschulen
Zum Zuständigkeitsbereich des Studentenwerks Hannover gehören folgende Hochschulen und Universitäten:
- Leibniz Universität Hannover (LUH)
- Medizinische Hochschule Hannover (MHH)
- Tierärztliche Hochschule Hannover (TiHo)
- Hochschule für Musik, Theater und Medien Hannover (HMTMH)
- Hochschule Hannover (HsH)
- Fachhochschule für die Wirtschaft (FHDW)

Im Bereich des Bafög ist das Studentenwerk Hannover außerdem zuständig für Studierende der folgenden Hochschulen:
- Leibniz-Fachhochschule, Hannover
- Kommunale Hochschule für Verwaltung in Niedersachsen, Hannover (HSVN)
- Hochschule für Künste im Sozialen Ottersberg (HKS)
- Hochschule Weserbergland, Hameln (HSW)